# Molobratia inopportunus
Molobratia inopportunus är en tvåvingeart som först beskrevs av Walker 1860. Molobratia inopportunus ingår i släktet Molobratia och familjen rovflugor.
Artens utbredningsområde är Myanmar. Inga underarter finns listade i Catalogue of Life.